# Raton, New Mexico
Raton, New Mexico este un oraș din comitatului Colfax, statul New Mexico, Statele Unite ale Americii. Populația localității fusese de 7.282 de locuitori conform 2000 Census. Localitatea este și sediul comitatului Colfax.GR6  Orașul este situat la sud de trecătoarea Raton Pass.

## Denumire
Ratón este un cuvânt care înseamnă în spaniolă șoarece sau mic șobolan. Lanțul montan Raton Range, respectiv vârful Raton Peak  se găsesc la nord de localitate. Lanțul montan Raton Range are circa 115 km (sau 75 de mile) lungime, extinzându-se la est de lanțul montan Sangre de Cristo Mountains. Alte denumiri geografice, precum Raton Pass și Raton Basin au aceeași origine.

## Geografie
Localitatea se găsește la coordonatele 36°53′49″N 104°26′24″V / 36.89694°N 104.44000°V (36.897082, -104.439912). GR1
Conform datelor furnizate de United States Census Bureau, localitatea are o suprafață totală de 11,75 km2 (sau 7.3 sqmi) în întregime uscat.
Localitatea se găsește la altitudinea medie de 2.036 metri (sau 6 680 feet).

## Transporturi

### Drumuri
- I-25
- US 87
- US 64

### Căi ferate
- Raton Amtrak Station is a stop on the Southwest Chief route.

### Transporturi aeriene
- Raton Municipal Airport

## Recreation
Sugarite Canyon State Park is located 12 mile (19 km) NE of Raton, NM. Elevation 8,800 ft (2,682 m).  Camping, Fishing, Hiking.

## Localnici notabili
- Tom W. Blackburn - Western writer who also wrote the lyrics to "The Ballad of Davy Crockett"
- The Fireballs - Rock Band who had a number one hit with 1963's  "Sugar Shack" and "Bottle of Wine, Fruit of the vine"
- Edwin Fullinwider - Olympic fencer
- Steven F. Havill - Writer of Mysteries and Westerns.
- John Morrow - United States Representative from New Mexico
- John R. Sinnock - US Mint engraver known for work on the FDR dime
- Robert W. Warren - Attorney General of Wisconsin
- Bennie L. Woolley, Jr. - racehorse trainer who won the 2009 Kentucky Derby

## Galerie de imagini

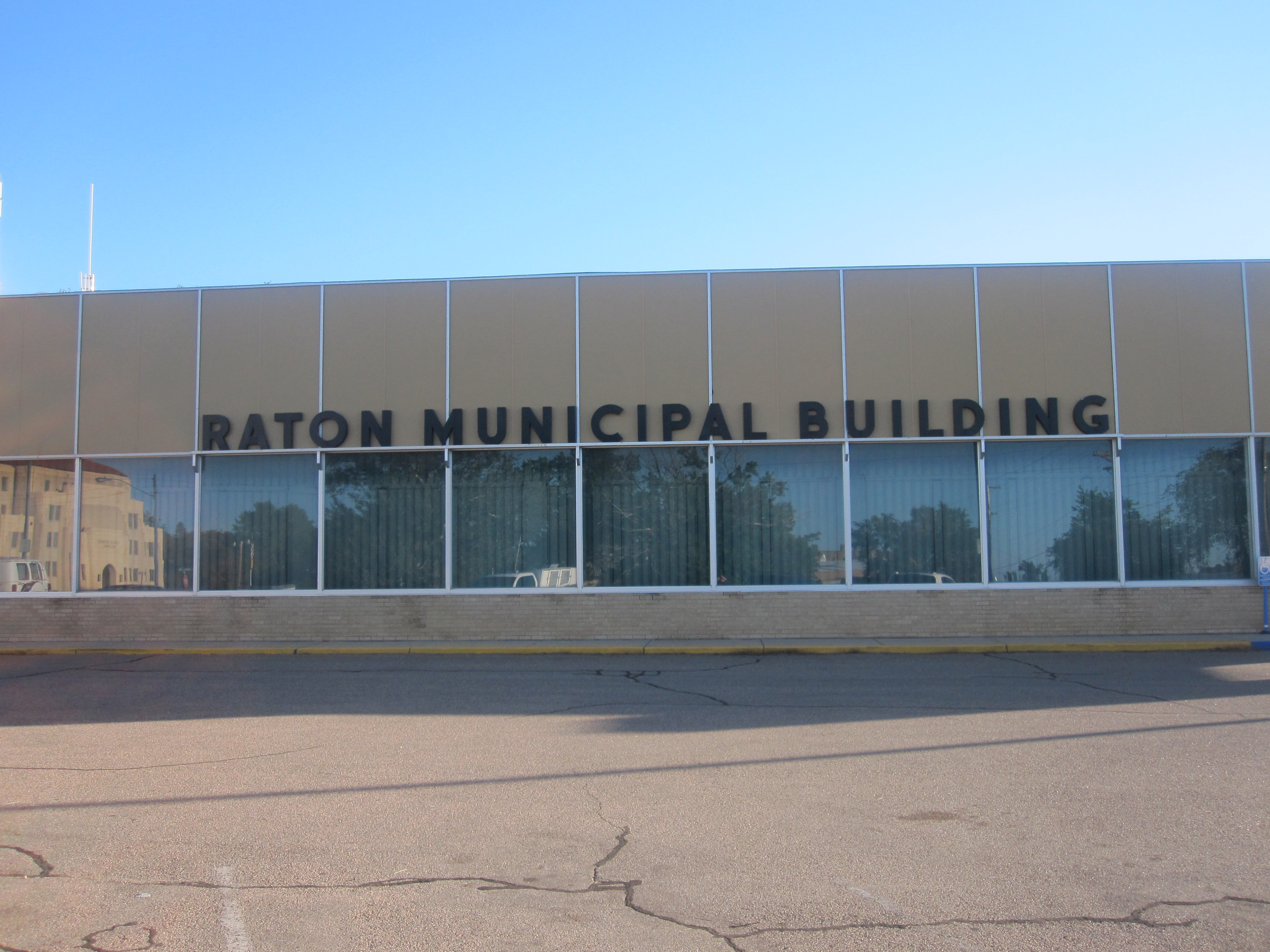
Raton Municipal Building]
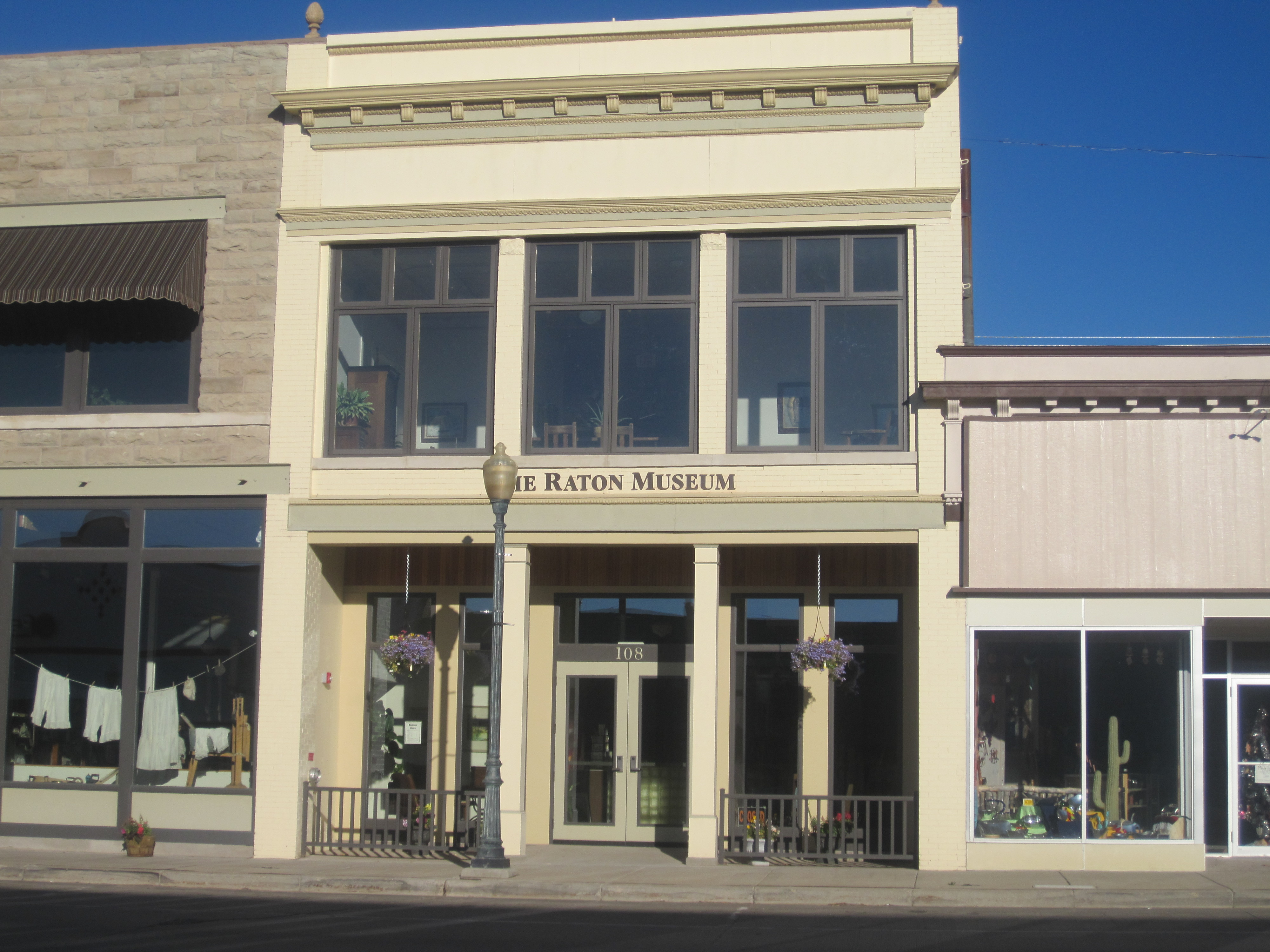
The Raton Museum
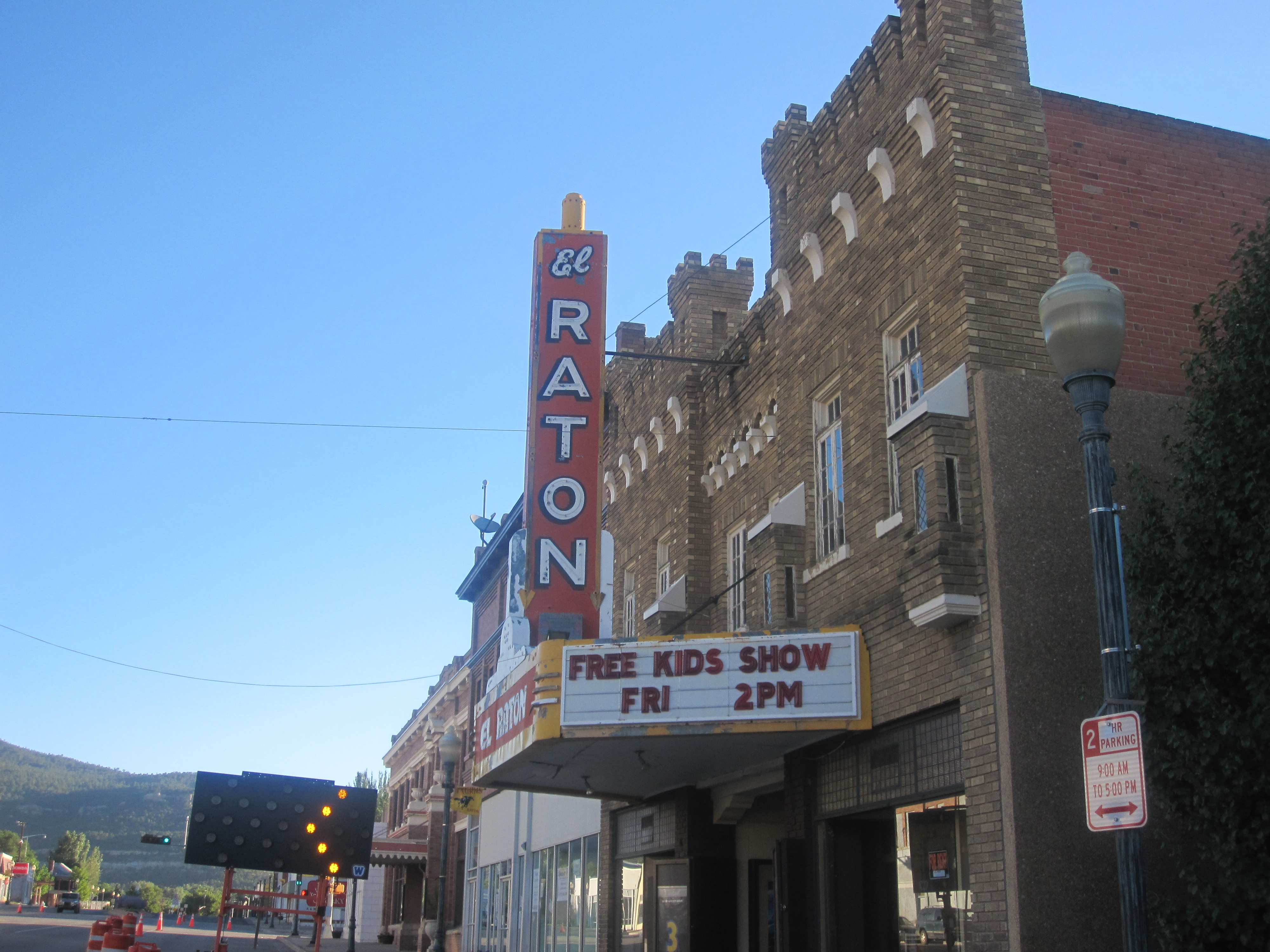
El Raton Theater
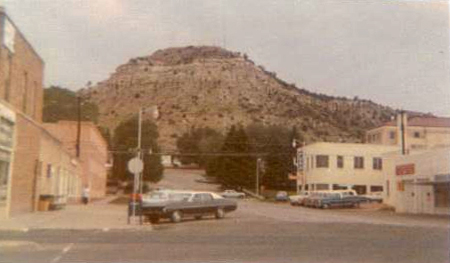
Downtown Raton (1972)
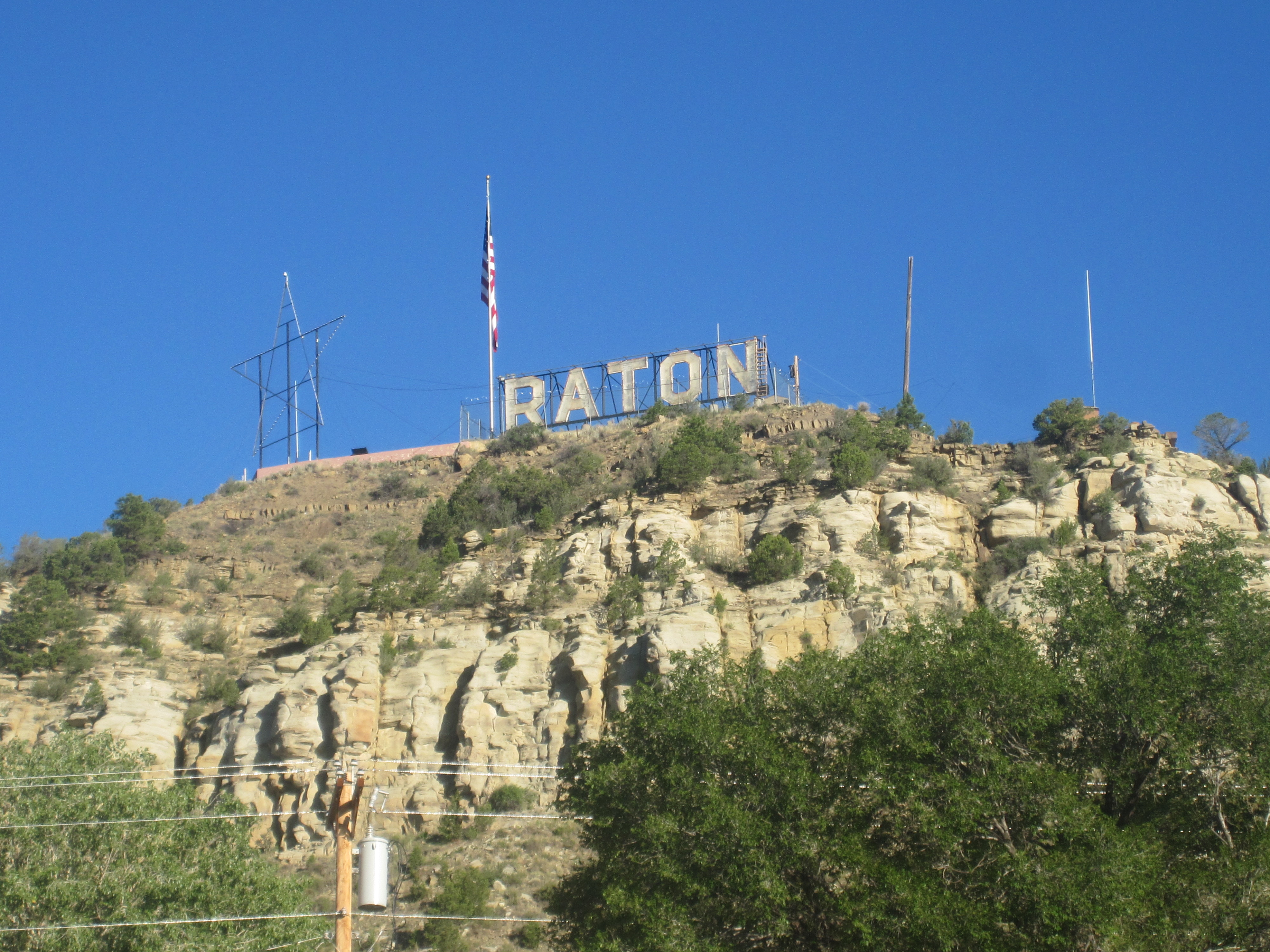
Raton sign located on a hill above the city (summer 2010)
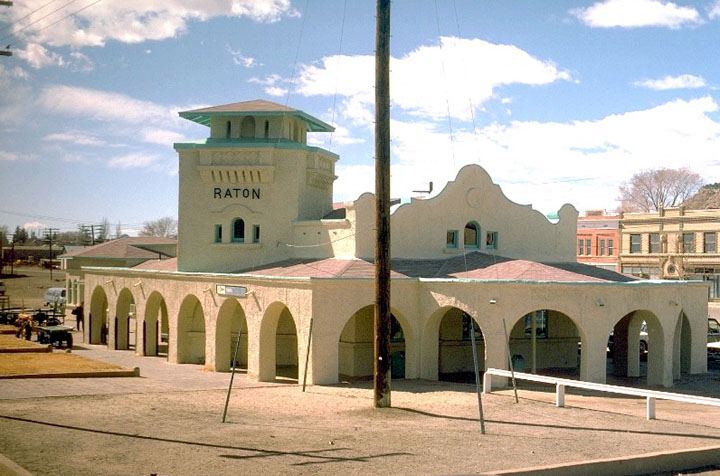
Amtrak station]]
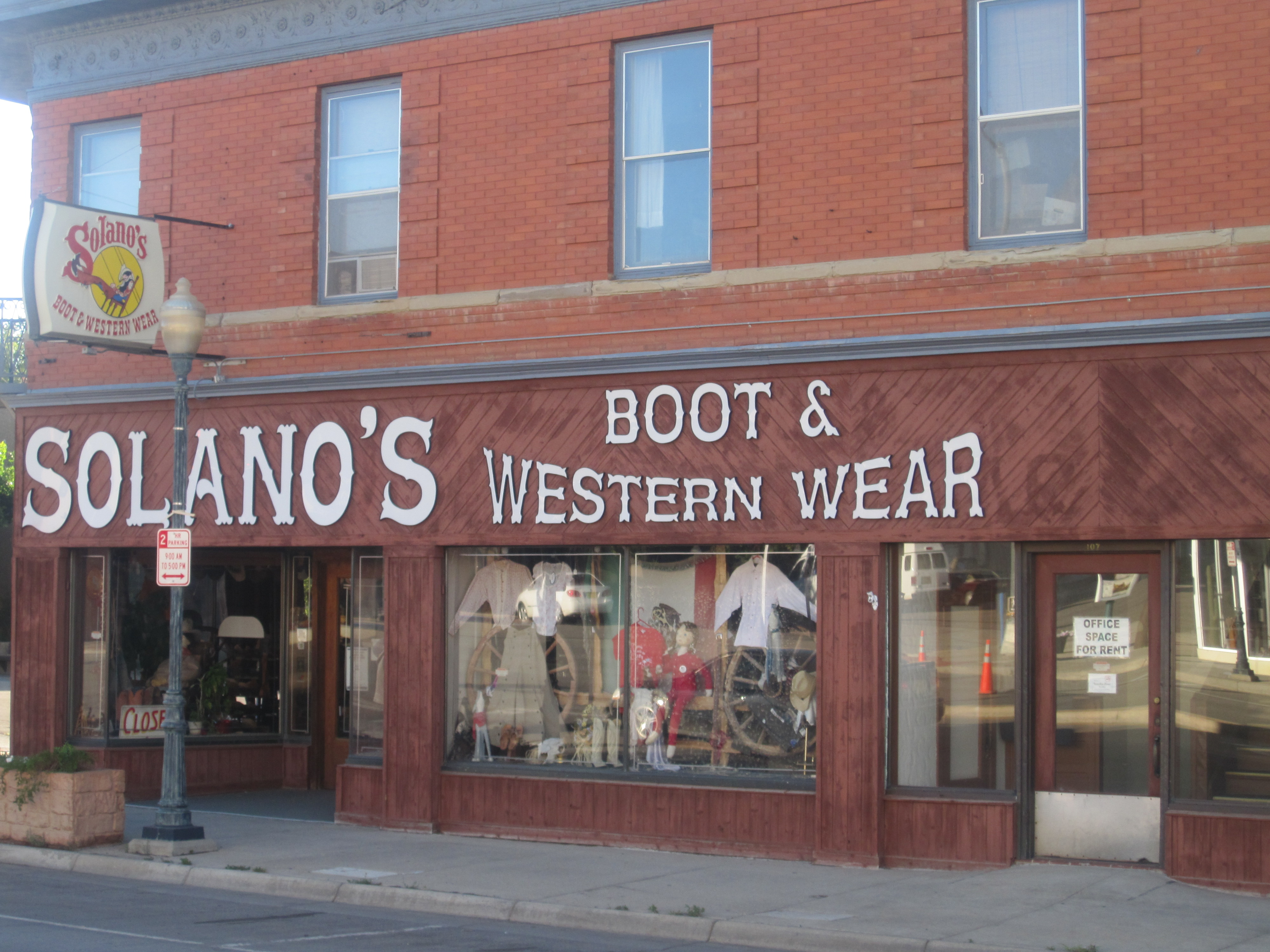
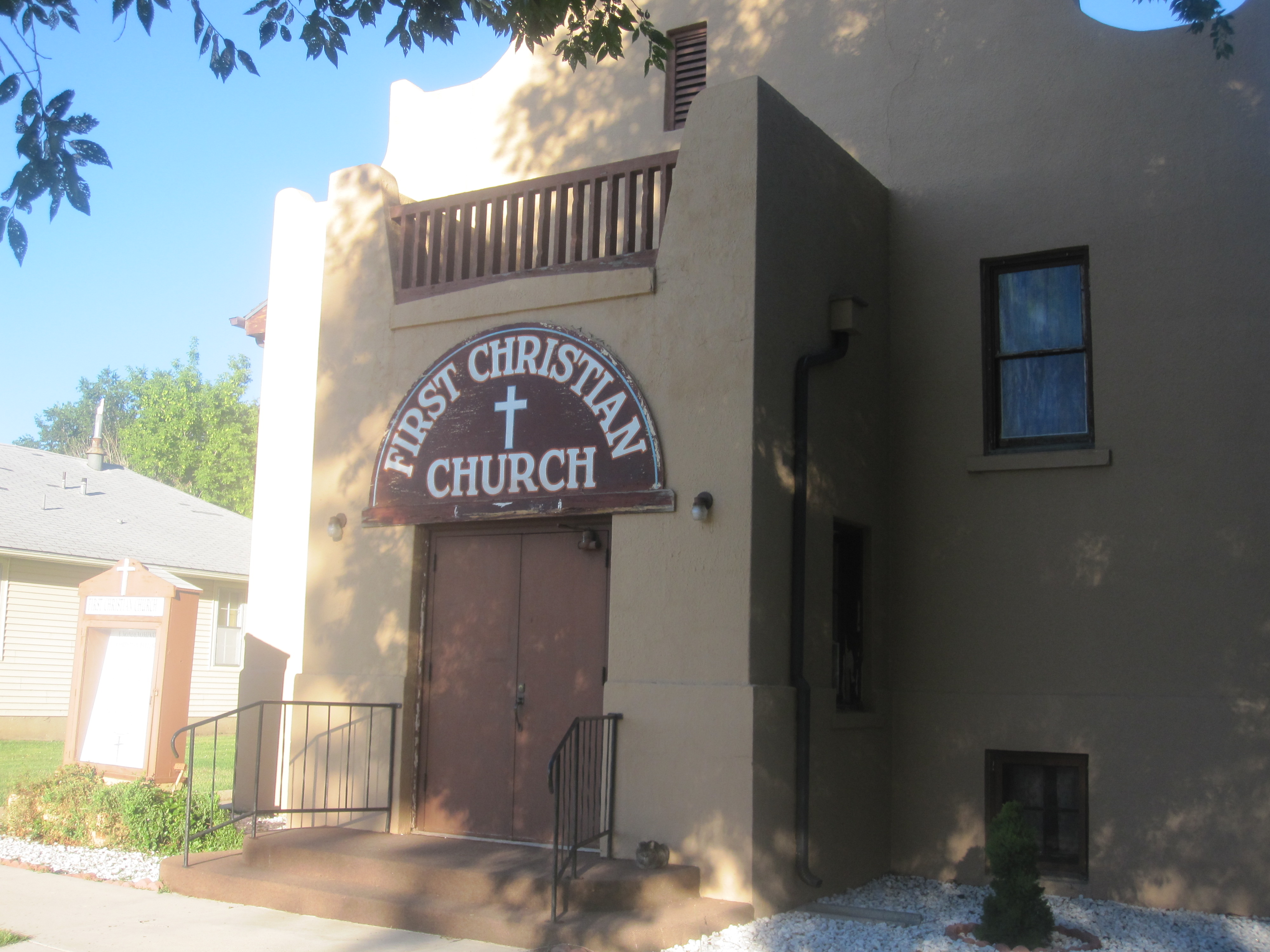
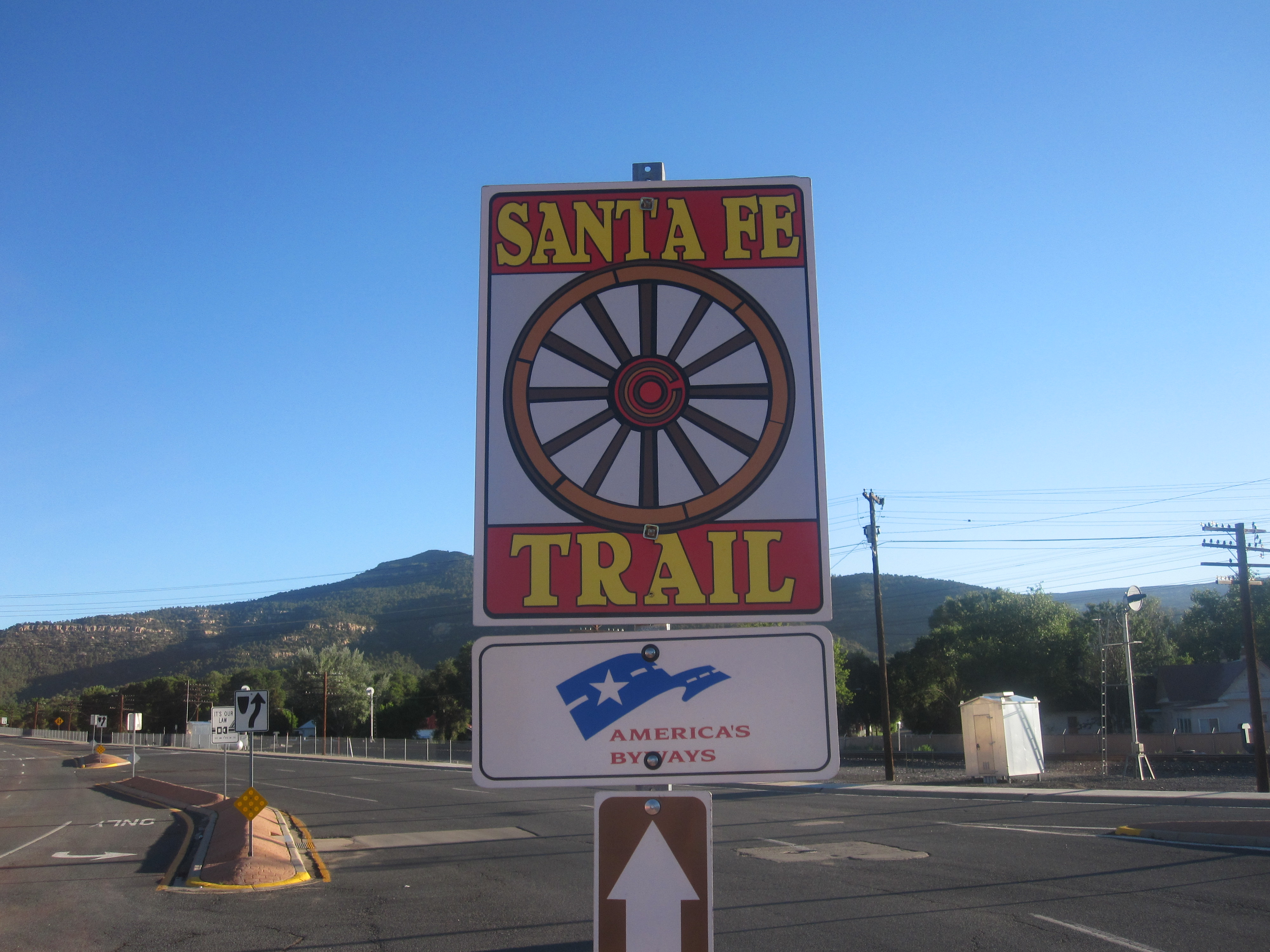